# Jörg Weigand
Jörg Ernst Weigand (* 21. Dezember 1940 in Kelheim/Donau) ist ein deutscher Schriftsteller und Herausgeber. Unter dem gemeinschaftlichen Pseudonym Celine Noiret veröffentlichte er auch mit Karla Weigand. In jüngerer Zeit ist Weigand auch als Komponist hervorgetreten.

## Leben und Werk
Jörg Weigand ist der Sohn des Chemikers Johann Martin Ferdinand Weigand und der Hausfrau Leopoldine Marie Weigand, geb. Liedermann. Er besuchte die Volksschule in Saal an der Donau und in Wuppertal, anschließend Gymnasien in Wuppertal und ab 1952 in Freiburg im Breisgau, wo er 1960 das Abitur ablegte. Weigand studierte ab 1962 an der Universität Erlangen Germanistik, Romanistik und Geschichte und an der École Nationale des Langues Orientales Vivantes als Stipendiat der französischen Regierung. Er wechselte dann an die Universität Würzburg und zu den Studienfächern Sinologie, Japanologie und Politikwissenschaft. 1969 promovierte er über den altchinesischen Militärtheoretiker Wei Liao zum Doktor der Philosophie. 1971 absolvierte er ein Volontariat beim ZDF in Mainz. Von 1973 bis 1996 arbeitete er als Korrespondent für das Bonner Studio des ZDF und lebte in Wachtberg bei Bonn. Weigand ist heute mit seiner zweiten Frau, der Autorin Karla Weigand, in Staufen im Breisgau ansässig.
Neben seiner Tätigkeit als Fernsehjournalist befasste sich Weigand früh mit dem Themenbereich Trivialliteratur, insbesondere mit deutschsprachiger Science-Fiction. Er veröffentlichte eigene Werke dieses Genres, gab zahlreiche einschlägige Anthologien heraus und wirkte als Kritiker.
Jörg Weigand ist Mitglied der Humboldt-Gesellschaft und des Förderkreises Phantastik. 2002 erhielt er den Deutschen Fantasy-Preis.
Weigand hat eine Sammlung von Feldpost-Ausgaben deutscher Literatur (im Zweiten Weltkrieg) zusammengestellt, die seit 2010 als Ausstellung an verschiedenen Orten gezeigt wird. Er hat dabei in Frontlektüre: Lesestoff für und von Soldaten der deutschen Wehrmacht im Zweiten Weltkrieg (2010) die verschiedenen rechtlichen, editorischen, militärischen, qualitativen und verlagsseitigen Aspekte dieses Genres untersucht.
Eine Betrachtung seiner Person und seines Werks sowie eine Sammlung seiner bedeutendsten Kurzgeschichten wurde zu seinem achtzigsten Geburtstag von Frank G. Gerigk publiziert: Die Welten des Jörg Weigand.

## Bibliografie
Romane
- Schneevogel. Sachsenheim [u. a.] 1988, ISBN 3-922801-13-7.
- Isabella oder Eine ganz besondere Liebe: Eine Novelle aus heutiger und vergangener Zeit. Bonn 1993, ISBN 3-926829-19-2.

zusammen mit Karla Weigand unter dem Namen Celine Noiret:
- Spuk in den Cevennen. Hamburg 2006.
- Tödliche Gefahr. Hamburg 2007.
- Wenn Geister Rache üben. Hamburg 2007.
- Das schwarze Kloster. Hamburg 2008.
- Chateau des Verderbens. Hamburg 2009.
- Rot wie der Tod. Hamburg 2009.
- Der schwarze Mönch.Hamburg 2010.
- Mosaik des Grauens. Hamburg 2012.
- Reise in die Geisterstadt. Hamburg: 2012.

Sammlungen
- Der Traum des Astronauten. Bergisch Gladbach 1983, ISBN 3-404-22056-0.
- Der Störfaktor und andere Erzählungen aus der Wirklichkeit unserer Zukunft. Die grüne Reihe #4. Bonn 1988, ISBN 3-926829-08-7.
- Geschichten am Rande der Wirklichkeit. Erster Deutscher Fantasy-Club, Passau 1998, ISBN 3-932621-11-5.
- Der rote Duft des Blutes. Sechs Vampirerzählungen. Schillinger, Freiburg i. Br. 2013, ISBN 978-3-89155-385-5.

Kurzgeschichten
- Schleim (1978)
- Sonnensegel (1978)
- Die Welt des Doo (1979)
- Eigentor (1979)
- Ausklang (1980)
- Ein Fall für den Tierschutzverein (1980)
- Der Vogel (1980)
- Vater der Zukunft (1980)
- Der Traum des Astronauten (1981)
- Objekt der Verehrung (1981)
- Bellinda Superstar (1981)
- Immer am Ball (1981)
- Pepes Welt (1981)
- Touristenattraktion (1981)
- Ein Stückchen Heimat und die Folgen (1981)
- Träumen ist Leben (1982)
- Die Demonstration oder Lektionen für einen außerirdischen Gast über demokratische Grundrechte (1982)
- Die Nacht der Lichtblitze (1982)
- Nachrichten vom Tage (1982)
- Der Schausteller (1982)
- Die Legende von Sadali (1983)
- Ein netter kleiner Krieg (1983)
- Ortsbesichtigung 1984 (1983)
- Selbstheilung (1983)
- Wir Kinder des Lichts (1983)
- Pressekonferenz (1983)
- Shira (1983)
- Das Geheimnis der Hakka (1983)
- Lichtblick (1983)
- Der Jäger (1983)
- Der Störfaktor (1984)
- Mademoiselle Toutou (1985)
- Das Verlies der Weisheit (1985)
- Lebensabend (1986)
- Tod eines Helden (1986)
- Wirklichkeit (1986)
- Kontaktversuch (1989)
- Ein richtiger Mann (1994)
- Missionierung (2002)
- Die Ladys und der Tramp (2006)
- Die Rache der Fuchsfrau (2008)
- Hurra, hurra – wir leben noch! (2010)
- Der Beschützer (2021)

Sachliteratur
- Staat und Militär im altchinesischen Militärtraktat Wei Liao Tzu. Dissertation Universität Würzburg, 1969. Auch als: Staat und Militär im alten China. Wehling, Bonn 1979, ISBN 3-88437-001-4.
- Pseudonyme – ein Lexikon: Decknamen der Autoren deutschsprachiger erzählender Literatur. Nomos Verlagsgesellschaft, Baden-Baden 1991. 3. verbesserte und erweiterte Auflage 2000, ISBN 3-7890-6906-X.
- Träume auf dickem Papier: Das Leihbuch nach 1945 – ein Stück Buchgeschichte. Baden-Baden 1995, ISBN 3-7890-3866-0.
- Das weite Feld der Phantasie : Aspekte deutschsprachiger Unterhaltungsliteratur: 111 Aufsätze aus 28 Jahren. Passau 1995, ISBN 3-924443-84-X.
- Frontlektüre. Lesestoff für und von Soldaten der deutschen Wehrmacht im Zweiten Weltkrieg. C. W. Niemeyer, Hameln 2010 ISBN 978-3-8271-8833-5.
- Klein wie die Raupe, groß wie der Kosmos. Der Drache als alles durchdringendes Symbol in der chinesischen Kultur. Phantastische Bibliothek Wetzlar, Wetzlar 2019, Schriftenreihe und Materialien der Phantastischen Bibliothek Wetzlar, Kleine Reihe, Band 9.
- mit Rainer Schorm: Ihn riefen die Sterne: Zum Gedenken an Hanns Kneifel. p.machinery (AndroSF #65), 2017, ISBN 978-3-95765-084-9.
- mit Rainer Schorm: Das utopisch-phantastische Leihbuch nach 1945. Originalausgaben und Publikationsgeschichte. Eine Bestandsaufnahme 1946-1976, Lüneburg (Dieter von Reeken) 2019. ISBN 978-3-945807-47-7. ISBN 3-945807-47-6

als Herausgeber
- Die Stimme des Wolfs: Science Fiction-Erzählungen aus Frankreich. München 1976.
- Die triviale Phantasie. Bonn-Bad Godesberg 1976.
- Fensterblumen. Rosenheim 1977.
- Jugendmedienschutz – ohne Zensur in der pluralistischen Gesellschaft. Baden-Baden 1978 (herausgegeben zusammen mit Rudolf Stefen).
- Vorbildliches Morgen. Sankt Augustin 1978.
- Quasar 1. Bergisch Gladbach 1979.
- Die andere Seite der Zukunft. Dortmund 1980.
- Sie sind Träume. München 1980.
- Vorgriff auf morgen. München 1981.
- Gefangene des Alls und andere Science-Fiction-Stories. Menden/Sauerland 1982.
- Das Lächeln am Abgrund. Bergisch Gladbach 1982.
- Lao-tse: Weisheiten. München 1982.
- Lebensweisheit aus dem Reich der Mitte. München 1982.
- Die Träume des Saturn. Würzburg 1982.
- Chinesische Scherenschnitte. München 1983.
- Der Herr der Bäume. Bergisch Gladbach 1983.
- Konfuzius: Sinnsprüche und Spruchweisheiten. München 1983.
- Vergiß nicht den Wind. Bergisch Gladbach 1983.
- Die Nacht der Lichtblitze und andere Science-Fiction-Stories. Menden/Sauerland 1984.
- Sterbegenehmigung. Rastatt 1984.
- In Jahrtausenden. Bergisch Gladbach 1985.
- Jesco von Puttkamer: Elektronengehirne, Wurmlöcher und Weltmodelle. Rastatt 1985. 2. Aufl. 1987.
- Blick ins Morgen. Ravensburg 1986.
- Deutschland Utopia. Bastei Lübbe Allgemeine Reihe #13020, 1986, ISBN 3-404-13020-0.
- Rettet uns!. Bonn 1988.
- Die anderen sind wir. Bergisch Gladbach 1989.
- Der süße Duft des Bösen. Passau 1996.
- Herr über Raum und Zeit. EDFC, 2000, ISBN 3-932621-28-X.
- Wagnis 21 : Visionen, Hoffnungen, Ängste. Asendorf 2002.
- Walter Ernsting: Mein Gästebuch. Bd. 1. Die ersten Jahre der Science-Fiction in Deutschland. Passau 2003.
- Franz Kurowski – die ganze Welt als Abenteuer. Schnellbach 2008.
- Phantastischer Oberrhein. Freiburg/Br. 2008.
- Phantastischer Oberrhein II. Freiburg/Br. 2010.
- Land der Verheißung. Freiburg/Breisgau 2010.
- Zwei Engel der Nacht. Markt Rettenbach 2011.
- mit Thomas Le Blanc: Invasion der Gnurks. Wetzlar 2012.

Übersetzungen
- Pierre Vial: 16 Päckchen im Tresor. Rüsselsheim 1968.